# ألين وديسيدي (دائرة انتخابية في المملكة المتحدة)
الين وديسيدي  (بالإنجليزية: Alyn and Deeside)‏ هي إحدى الدوائر الانتخابية في المملكة المتحدة الممثلة في مجلس العموم في برلمان المملكة المتحدة.
عضو البرلمان الذي يمثلها حالياً هو :Mark Tami (Lab).